# Новая романтика
Новая романтика (англ. The New Romantics) — музыкальное направление, возникшее в Великобритании начала 1980-х годов и (как часть новой волны) оказавшее заметное влияние на развитие английской поп- и рок-сцены. «Новая романтика» возникла как альтернатива аскетичной во многих своих проявлениях панк-культуре и не только не несла в себе социального протеста, но и (согласно Virgin Encyclopedia of 80’s Music) «воспевала гламур, яркие фасоны и гедонизм».
Взлет движения совпал с ранним расцветом культуры музыкального видео. Последняя служила катализатором процесса, поскольку именно в расчёте на видеоклипы «новые романтики» создавали себе невероятные причёски (A Flock of Seagulls) и вычурные одеяния (Spandau Ballet), активно используя при этом яркую косметику.
Первая волна «нового романтизма» начала 80-х годов (наиболее заметными представителями которой были Visage, Spandau Ballet, Culture Club, Ultravox) быстро сошла на нет, однако впоследствии несколько раз возрождалась.

## История
Двумя ранними центрами неоромантизма были клуб Billy’s на Дин-стрит, где регулярно проходили тематические глэм-дискотеки и концерты, посвященные творчеству Дэвида Боуи и Roxy Music и Blitz Club на Грейт Куин Стрит. Позже открылся Hell: здесь выступали Стив Стрэйндж (подрабатывавший вышибалой) и Расти Иган (диджей), вскоре образовавшие Visage вместе с Билли Карри и Миджем Юром (участниками Ultravox). Завсегдатаем клуба был и Бой Джордж (которому Стрэйндж запретил появляться к клубе после того, как тот был уличён в воровстве).
У клуба вскоре появились десятки двойников, самыми заметными из которых были Croc’s в Эссексе и The Regency в Чедуээл-хите, где свои первые концерты дали Depeche Mode и Culture Club.
Первым организатором движения «новых романтиков» в Британии стал Stevo (Стивен Пирс): именно он выпустил раннюю компиляцию на лейбле Some Bizzare Records, где впервые были представлены Classix Nouveaux, Blancmange, Depeche Mode и Soft Cell.
В США первым обратил внимание на новый британский тренд Джим Фоуратт из нью-йоркского клуба Danceteri. Он и стал организатором так называемого «Второго британского нашествия» (англ. The Second British Invasion), начало которому положил визит в Нью-Йорк Spandau Ballet в 1981 году. Вскоре движение перекинулось на Лос-Анджелес, где Генри Пек и Джозеф Брукс открыли клуб The Veil.

### Имидж
Основным стилистическим образцом для «новых романтиков» был Дэвид Боуи, чей сингл Fashion (1980) стал на некоторое время программным гимном нового движения. При этом имиджи представителей «нового романтизма» были как правило карикатурны: в них преобладали андрогинность, гротескный аристократизм, образность, связанная с научной фантастикой (отсюда — первый вариант термина: futuristic).

### Музыкальный стиль
Музыкальными источниками «новой романтики» были электронный минимализм, глэм- и краут-рок. При этом (в отличие от глэм-звезд начала 70-х) неоромантики практически не использовали гитар, заменив их синтезаторами; место «живых» ударных заняли драм-машины. Однако в составах многих известных электропоп-групп играли и реальные барабанщики: Ричард Джеймс Берджесс (Landscape), Уоррен Канн (Ultravox), Расти Иган (Visage).
Музыка «новых романтиков» в основном представляла собой электропоп (или синти-поп) и была, как правило, танцевальной. Наряду с наследием Боуи и Roxy Music в качестве музыкальных первоисточников «новыми романтиками» активно использовались диско, фанк и ритм-энд-блюз.
К движению примкнули многие бывшие глэм-рокеры, в частности, Ultravox. Существовали и исключения иного рода: The Human League довольно долго были известны в Шеффилде, где исполняли арт-панк с элементами краут-рока, но с возникновением нового движения создали себе «романтический» имидж и перешли к более легкой, танцевальной музыке. Некоторое время к числу «новых романтиков» причислялись Adam and the Ants, группа с явно выраженными панк-корнями.

### Ведущие исполнители
Главными звездами движения «новых романтиков» стали Duran Duran и Spandau Ballet. Первые создавали мощные, запоминающиеся поп-композиции, нередко с претензиями на артовость и концептуальность. Вторые ориентировались на поп-рынок и полагались, в основном, на визуальную составляющую своего творчества, хотя, сингл «True» считается поп-классикой своего времени (его семплинговали впоследствии PM Dawn). Несколько более сомнительного рода успех имели Classix Nouveaux, Visage и A Flock Of Seagulls (несмотря на то, что последние совершили серьёзный прорыв на американском рынке). Серьёзная музыкальная пресса, в основном, высмеивала эти (и подобные им) группы, считая, что внутренняя пустота подменяется здесь внешней броскостью, а театрализованность сценических представлений призвана скрыть отсутствие музыкальных способностей.
Пример противоположного рода являли собой Depeche Mode: обладатели относительно скромного имиджа, они формально начинали в «новой романтике», но вскоре отошли от движения, занявшись разработкой собственного уникального музыкального стиля. Впоследствии музыкальные специалисты отмечали, что многие в своё время недооцененные коллективы (Landscape, Гэри Ньюман, Ultravox) внесли свой вклад в музыкальное развитие, экспериментируя со звуком, образами и аранжировками.

### Возрождения: romo и электроклэш
Первая волна движения «новых романтиков» сошла на нет в течение 2-3-х лет. Его возрождение движения произошло в середине 90-х годов в Британии: оно получило название Romo (romantic modern) и процветало в нескольких центрах, самым заметным из которых был клуб Skinny. Самой успешной Romo-группой считается Orlando.
В начале XXI века идеи раннего британского неоромантизма получили себе новое развитие в электроклэше (хотя, музыка Fischerspooner и других исполнителей этого направления была более резкой и жёсткой, чем электропоп начала 1980-х годов).
В Лондоне после долгого перерыва вновь открылся клуб Blitz, на сцене которого регулярно появляются Расти Иган (диджей) и Стив Стрэйндж (ведущий). Другой лондонский клуб, Electric Dreams, также ставит перед собой задачу «сохранить дух новой романтики». Интерес к «новой романтике» был в последнее время подогрет выходом телесериала BBC «Прах к праху» и документального фильма Брюса Эшли Blitzed: The 80’s Blitz Kids Story (2021) при участии Боя Джорджа, Расти Игана и La Roux.